# Liste der Naturdenkmale in Utzenhain
Die Liste der Naturdenkmale in Utzenhain nennt die im Gemeindegebiet von Utzenhain ausgewiesenen Naturdenkmale (Stand 13. Mai 2024).

## Ehemalige Naturdenkmale
| Nr. | Bezeichnung | Lage                         | Beschreibung                                 | Bild                                    |
| --- | ----------- | ---------------------------- | -------------------------------------------- | --------------------------------------- |
|     | Esskastanie | Hauptstraße, bei Nr. 16 Lage | Castanea sativa; Rechtsverordnung aufgehoben | Direkt Bild zu diesem Denkmal hochladen |